# المعمر (المحويت)

تعديل مصدري - تعديل

المعمر هي إحدى قرى عزلة الأحجول بمديرية المحويت التابعة لمحافظة المحويت، بلغ تعداد سكانها 117 نسمة حسب تعداد اليمن لعام 2004.